# Jefferson County, Idaho
Jefferson County är ett administrativt område i delstaten Idaho, USA, med 26 140 invånare (2010). Den administrativa huvudorten (county seat) är Rigby. 

## Geografi
Enligt United States Census Bureau så har countyt en total area på 2 863 km². 2 836 km² av den arean är land och 27 km² är vatten.

### Angränsande countyn
- Clark County - nord
- Fremont County - nordöst
- Madison County - öst
- Bonneville County - syd
- Bingham County - sydväst
- Butte County - väst